# 나가오 야스노리
나가오 야스노리(일본어: 永尾 泰憲, 1950년 5월 2일 ~ )는 일본의 전 프로 야구 선수이자 야구 지도자이다. 사가현 사가시 출신이며 현역 시절 포지션은 내야수였다.

## 인물
사가니시 고등학교 시절에는 내야수, 대기 투수로서 활약했다. 2학년 때인 1967년 여름에는 3학년생이 졸업한 것에 의한 야구부원 부족으로 경기를 할 수 없게 되자 각 교실을 돌며 선수를 모았다는 일화가 있다. 3학년 때인 1968년 하계 고시엔 사가현 예선에서 준결승에 진출했지만 사가 공업고등학교에게서 9회에 역전패를 당해 고시엔 대회 출장은 이루질 못했다. 졸업 후에는 이스즈 자동차에 입사, 사내 야구부에서는 2번 타자로서 1971년 도시 대항 야구 대회에 출전했다. 팀내 에이스 도요타 겐지를 거느리고 2차전에 진출했지만 미쓰비시 자동차 교토에 패하여 탈락했다. 그해 프로 야구 드래프트 회의에서 니시테쓰 라이온스로부터 3순위 지명을 받았지만 입단을 거부했고 이듬해 1972년 드래프트 1순위로 야쿠르트 아톰스에 입단했다.
프로 2년째인 1974년에는 도조 후미히로, 3년째인 1975년에는 마스카와 마이쿠와 유격수 자리를 놓고 경쟁했다. 1976년에는 2루수로 되돌아가면서 이듬해 1977년에는 주전으로 고정됐고 그 해는 처음으로 규정 타석(32위, 타율 0.244)을 채우는 등 3년 만의 A클래스 진입과 동시에 팀의 첫 2위 도약에 기여했다. 1978년에는 데이브 힐튼의 입단에 의해서 2루수 자리를 양보했지만 대기 내야수로서는 최초로 팀의 리그 우승에 기여했다. 그해 한큐 브레이브스와 맞붙은 일본 시리즈에서는 대타로서 2경기에 출전했고 10월 18일에 열린 4차전(니시노미야)에서는 0대 5 상황에서 상대 투수 이마이 유타로로부터 역전의 계기가 되는 안타를 때려내며 야쿠르트 구단 사상 첫 일본 시리즈 우승에 기여했다. 같은 해 오프에는 간베 도시오, 사토 다케히데, 데라다 요시타카와의 맞트레이드로 찰리 매뉴엘과 함께 긴테쓰 버펄로스로 이적했다. 긴테쓰에서도 내야 유틸리티 플레이어로 활약하며 1979년에는 규정 타석 미만이면서도 타율 0.310의 성적을 기록했고 긴테쓰에서 3년 동안 팀의 리그 2연패 달성에 공헌했다.
1982년 1월에는 현금 트레이드로 한신 타이거스에 이적했다. 그해 시즌 중인 5월 25일에 자택에서 화재가 발생하여 피해를 입었지만, 개인 최고 타율인 0.358을 기록한 것 외에도 주로 대타로 활약했다. 1985년에 트레이드로 한신에 입단한 나가사키 게이지와 함께 좌완 대타로 활약하면서 대타로서의 타율이 3할을 넘는 등 팀의 21년 만의 리그 우승과 동시에 일본 시리즈 우승에도 기여했다. 1987년을 끝으로 현역에서 은퇴했다.
이후 한신에서 2군 수비·주루 코치(1988년 ~ 1990년, 2010년), 2군 내야 수비·주루 코치(1994년 ~ 1995년), 2군 내야 수비 코치(1996년), 2군 육성 코치(2011년), 편성부 스카우트(1991년 ~ 1993년, 1997년 ~ 2009년) 등을 역임했다. 스카우트로 활동하던 시절에는 주로 규슈 지역을 담당하여 마토바 간이치, 기다 고, 노하라 마사시, 시라니타 히로카즈, 가이 유헤이 등을 영입했다. 2014년 12월부터 2017년까지 모교인 사가니시 고등학교에서 코치를 맡았고 2018년부터는 사가 현립 다라 고등학교 감독으로 맡고 있다.

## 상세 정보

### 출신 학교
- 사가 현립 사가니시 고등학교

### 선수 경력
- 이스즈 자동차
- 야쿠르트 아톰스·야쿠르트 스왈로스(1973년 ~ 1978년)
- 긴테쓰 버펄로스(1979년 ~ 1981년)
- 한신 타이거스(1982년 ~ 1987년)

### 개인 기록

#### 첫 기록
- 첫 출장 : 1973년 4월 17일, 대 한신 타이거스 1차전(메이지 진구 야구장), 9회말에 아사노 게이시의 대타로 출장
- 첫 선발 출장 : 1973년 4월 29일, 대 한신 타이거스 5차전(한신 고시엔 구장), 8번·유격수로 선발 출장
- 첫 안타 : 1973년 5월 6일, 대 다이요 웨일스 3차전(가와사키 구장), 2회초에 고야마 마사아키로부터 중전 안타
- 첫 도루 : 1974년 5월 11일, 대 한신 타이거스 4차전(메이지 진구 야구장), 3회말에 2루 안착(투수: 다니무라 도모히로, 포수: 다부치 고이치)
- 첫 타점 : 상동, 5회말에 다니무라 도모히로로부터
- 첫 홈런 : 1974년 8월 7일, 대 히로시마 도요 카프 16차전(메이지 진구 야구장), 2회말에 아니야 소하치로부터 만루 홈런

#### 기록 달성 경력
- 통산 1000경기 출장 : 1985년 10월 1일, 대 히로시마 도요 카프 23차전(한신 고시엔 구장), 5회말에 사토 히데아키의 대타로 출장 ※역대 259번째

### 등번호
- 6(1973년 ~ 1978년)
- 30(1979년 ~ 1981년)
- 37(1982년 ~ 1987년)
- 84(1988년)
- 76(1989년 ~ 1990년)
- 87(1994년 ~ 1996년)
- 75(2010년)
- 97(2011년)

### 연도별 타격 성적
| 연 도       | 소 속       | 경 기 | 타 석 | 타 수 | 득 점 | 안 타 | 2 루 타 | 3 루 타 | 홈 런 | 루 타 | 타 점 | 도 루 | 도 루 자 | 희 생 번 | 희 생 플 | 볼 넷 | 고 4 | 사 구 | 삼 진 | 병 살 타 | 타 율 | 출 루 율 | 장 타 율 | O P S |
| ----------- | ----------- | ----- | ----- | ----- | ----- | ----- | ------- | ------- | ----- | ----- | ----- | ----- | -------- | -------- | -------- | ----- | ---- | ----- | ----- | -------- | ----- | -------- | -------- | ----- |
| 1973년      | 야쿠르트    | 33    | 42    | 42    | 3     | 6     | 1       | 0       | 0     | 7     | 0     | 0     | 2        | 0        | 0        | 0     | 0    | 0     | 2     | 0        | .143  | .143     | .167     | .310  |
| 1974년      | 야쿠르트    | 84    | 273   | 249   | 23    | 64    | 4       | 3       | 3     | 83    | 17    | 7     | 8        | 11       | 1        | 8     | 0    | 4     | 24    | 4        | .257  | .290     | .333     | .623  |
| 1975년      | 야쿠르트    | 75    | 224   | 203   | 13    | 51    | 3       | 3       | 3     | 69    | 9     | 4     | 5        | 8        | 0        | 10    | 0    | 3     | 19    | 2        | .251  | .296     | .340     | .636  |
| 1976년      | 야쿠르트    | 93    | 298   | 271   | 40    | 78    | 11      | 2       | 3     | 102   | 15    | 9     | 6        | 7        | 1        | 17    | 0    | 2     | 17    | 2        | .288  | .333     | .376     | .709  |
| 1977년      | 야쿠르트    | 128   | 549   | 476   | 68    | 116   | 21      | 5       | 4     | 159   | 30    | 13    | 6        | 35       | 2        | 33    | 0    | 3     | 40    | 6        | .244  | .296     | .334     | .630  |
| 1978년      | 야쿠르트    | 84    | 208   | 190   | 24    | 40    | 7       | 0       | 0     | 47    | 17    | 1     | 1        | 3        | 0        | 14    | 3    | 1     | 14    | 4        | .211  | .268     | .247     | .515  |
| 1979년      | 긴테쓰      | 120   | 365   | 323   | 42    | 100   | 14      | 1       | 3     | 125   | 40    | 12    | 6        | 12       | 5        | 20    | 2    | 5     | 23    | 4        | .310  | .354     | .387     | .741  |
| 1980년      | 긴테쓰      | 104   | 194   | 172   | 20    | 40    | 3       | 1       | 1     | 48    | 15    | 4     | 2        | 5        | 1        | 14    | 0    | 2     | 13    | 2        | .233  | .296     | .279     | .575  |
| 1981년      | 긴테쓰      | 67    | 128   | 121   | 8     | 26    | 3       | 0       | 3     | 38    | 12    | 3     | 2        | 3        | 0        | 4     | 0    | 0     | 8     | 1        | .215  | .240     | .314     | .554  |
| 1982년      | 한신        | 65    | 71    | 67    | 3     | 24    | 2       | 1       | 0     | 28    | 18    | 1     | 2        | 0        | 0        | 4     | 2    | 0     | 7     | 3        | .358  | .394     | .418     | .812  |
| 1983년      | 한신        | 75    | 80    | 71    | 5     | 19    | 3       | 0       | 2     | 28    | 15    | 0     | 0        | 0        | 2        | 5     | 1    | 2     | 9     | 2        | .268  | .325     | .394     | .719  |
| 1984년      | 한신        | 22    | 22    | 19    | 0     | 3     | 1       | 0       | 0     | 4     | 2     | 0     | 0        | 0        | 1        | 2     | 0    | 0     | 2     | 1        | .158  | .227     | .211     | .438  |
| 1985년      | 한신        | 55    | 62    | 49    | 7     | 16    | 4       | 0       | 0     | 20    | 4     | 0     | 0        | 2        | 2        | 8     | 1    | 1     | 3     | 1        | .327  | .417     | .408     | .825  |
| 1986년      | 한신        | 80    | 87    | 80    | 7     | 24    | 1       | 1       | 1     | 30    | 12    | 0     | 0        | 0        | 1        | 4     | 1    | 2     | 10    | 1        | .300  | .345     | .375     | .720  |
| 1987년      | 한신        | 29    | 29    | 27    | 2     | 3     | 1       | 0       | 0     | 4     | 2     | 0     | 0        | 0        | 1        | 1     | 0    | 0     | 6     | 1        | .111  | .138     | .148     | .286  |
| 통산 : 15년 | 통산 : 15년 | 1114  | 2632  | 2360  | 265   | 610   | 79      | 17      | 23    | 792   | 208   | 54    | 40       | 86       | 17       | 144   | 10   | 25    | 197   | 34       | .258  | .306     | .336     | .642  |

- 굵은 글씨는 시즌 최고 성적.